# 粗糙假木贼
粗糙假木贼（学名：Anabasis pelliotii）是苋科假木贼属的植物。分布在帕米尔地区、乌兹别克斯坦以及中国大陆的新疆等地，多生长在干山坡，目前尚未由人工引种栽培。